# دی‌اس۵
دی‌اس۵ (DS5) خودرویی است که در سال ۲۰۱۱ توسط شرکت سیتروئن معرفی شد و از سال ۲۰۱۵ با مجزا شدن شرکت دی‌اس اتومبیلز از سیتروئن، توسط این شرکت تولید شده‌است. این خودرو در ایران توسط شرکت آرین موتور تابان عرضه می‌شود. نسخه سدان آن Citroën DS 5LS نام دارد که از رقبای نسخه سدان می‌توان به رنو تلیسمان اشاره کرد. این خودرو در ایران، با پیشرانه ۱٫۶ لیتری توربو THP163 با کد EP6CDT M که دارای قدرت ۱۶۳ اسب بخار در دور موتور ۶۰۰۰ دور بر دقیقه و با حداکثر گشتاور ۲۴۰نیوتون-متر که در دور موتور ۱۴۰۰ دور بر دقیقه حاصل می‌شود، ارائه می‌گردد.